# Osmia kashmirensis
Osmia kashmirensis là một loài Hymenoptera trong họ Megachilidae. Loài này được Nurse mô tả khoa học năm 1903.